# Eucordyloporus cornuatus
Eucordyloporus cornuatus är en mångfotingart som beskrevs av Carl Graf Attems 1937. Eucordyloporus cornuatus ingår i släktet Eucordyloporus och familjen Chelodesmidae. Inga underarter finns listade i Catalogue of Life.